# NBC: The First Fifty Years
NBC: The First Fifty Years es una película del género documental de 1976, dirigida por Greg Garrison, escrita por Orson Welles, Bill Angelos, Abby Mann, Mike Marmer y Jess Oppenheimer, los protagonistas son Jack Albertson, Lucille Ball y Orson Welles, entre otros. El filme fue realizado por National Broadcasting Company (NBC), se estrenó el 20 de noviembre de 1976.

## Sinopsis
Una conmemoración por los 50 años de radiodifusión y teledifusión de NBC, desde su inicio el 15 de noviembre de 1926.